# 喜天影视
喜天影视全称喜天影视文化（北京）有限公司，是一家位于北京的多媒体影视娱乐企业，主要从事影视创作和艺人经纪业务。

## 旗下艺人
男：吴秀波、李光洁、林永健、王千源、王太利、涂松岩、芦芳生、柳小海、李子峰、黄海波、夏凡、高至霆、屈楚萧、田雨
女：杨雨潼、王晓晨、张歆艺、张天爱、王雅捷、王媛可、郑罗茜、吕夏、蒋梦婕、柴蔚、王梓莼

## 脚注
1. ↑  .   [2012-02-26]. （原始内容存档于2012-04-06）.

## 相关链接
- 喜天影视的新浪微博